# Thomas Leigh
Thomas Leigh, född cirka 1509, död 17 november 1571, var en engelsk borgmästare och köpman. Han var son till Roger Leigh och hans fru Anne och föddes i Stoneleigh, Warwickshire. Leigh var i rakt nedstigande led besläktad med Piers Legh II, som skadades i slaget vid Azincourt den 25 oktober 1415. Leigh har ibland felaktigt sagts vara den person som gör prins William, hertig av Cambridge, prins Henry av Wales och Catherine, hertiginna av Cambridge till kusiner. Den person som faktiskt är länken dem emellan är Sir Thomas Leighton.
Leigh uppfostrades av sir Roland Hill, en köpman i London. Han började sedan arbeta för Hill och runt 1537 gifte han sig med Hills brorsdotter, Alice Barker. 1558 arbetade Leigh som borgmästare i London. Samma år avled Maria I av England och Leigh höll då i processionen som ledde till kröningen av Elisabet I av England. 1559 adlades han av drottning Elisabet. 1561 köpte Leigh och Hill herrgården Stoneleigh Abbey och några av Leighs ättlingar bodde i denna byggnad mellan 1561 och 1990. Leigh avled den 17 november 1571 i London.